# Aceguá
Aceguá – miasto i gmina w Brazylii, w stanie Rio Grande do Sul. Znajduje się w mezoregionie Sudeste Rio-Grandense i mikroregionie Campanha Meridional. W 2010 roku miasto liczyło 4394 mieszkańców.